# Simaetha reducta
Simaetha reducta là một loài nhện trong họ Salticidae.
Loài này thuộc chi Simaetha. Simaetha reducta được Ferdinand Karsch miêu tả năm 1891.